# Johannes Gerstaecker Verlag
Die Johannes Gerstäcker Verlags GmbH, kurz Gerstaecker, ist ein Versandhandel für Künstlerbedarf, Ateliereinrichtung, Einrahmung und Kunstfachbüchern in Deutschland, England, Frankreich, Österreich, Italien, den Niederlanden und der Schweiz.

## Geschichte
1953 wurde der Johannes Gerstaecker Verlag gegründet. Anfang der 1950er Jahre spezialisierte sich der Firmengründer Johannes Gerstäcker zunächst auf die Produktion und den Vertrieb von pädagogischen Kunstspielen für Kinder im Grundschulalter. Wenig später wurde eine erste Vertriebsstruktur für den Versandhandel aufgebaut und weitere Produkte ins Sortiment aufgenommen. Bis heute ist z. B. Speckstein ein vielgenutztes Gestaltungsmittel in Schulen und therapeutischen Einrichtungen.
Die ersten Kataloge erschienen Anfang der 1960er Jahre und Michael Gerstäcker († 24. August 2022), Sohn des Firmengründers, baute ein zweites Lager direkt am Güterbahnhof von Eitorf. 1991 eröffnete er gemeinsam mit seinem Bruder Christian im Gewerbegebiet von Eitorf den neuen Firmensitz.
1999 expandierte Gerstaecker und die französische Filiale Le Géant des Beaux-Arts in Saverne im Nordelsass wurde gegründet. Anfang 2002 kam die englische Tochter GreatArt hinzu, die in Alton, eine Stunde südwestlich von London, ihren Sitz hat. Im gleichen Jahr wurde in Eitorf unmittelbar neben dem neuen Logistikzentrum der Künstlerfachmarkt eröffnet. Weitere Niederlassungen in Deutschland, der Schweiz, Österreich, Italien und den Niederlanden folgten.

## Unternehmensstruktur

### Stammsitz/Logistikzentrum
Im Laufe des Jahres 2001 entstand im Gewerbegebiet in Eitorf ein neues Logistikzentrum, in dem auch die Aufträge der europäischen Filialen abgewickelt werden. Die Gesamtfläche beträgt heute rund 20.000 m² mit 55.000 m3 Lagerraum bei 11,5 m Höhe. Auf drei Etagen sind 23 Büros angesiedelt.

### Niederlassungen/Filialen
Das Unternehmen hat neben seinem Stammsitz in Eitorf, von dem aus die Märkte und Onlineshops in Deutschland, Österreich und den Niederlanden verwaltet werden, weitere europäische Filialen. Hierzu zählen die Niederlassungen Le Géant des Beaux-Arts in Saverne für Frankreich, GreatArt in Alton für England, Gerstaecker Schweiz in Olten für die Schweiz und Mondo Artista in Bozen für Italien. Europaweit beschäftigt Gerstaecker ca. 250 Mitarbeiter.

### Versandhandel
Herzstück des Unternehmens ist der ebenfalls von Eitorf aus gesteuerte, weltweite Versandservice. Jährlich erscheinen ein ca. 1400 Seiten starker Hauptkatalog, ein Kompaktkatalog, acht Aktionsbroschüren, davon zwei speziell für Schulen, sowie eine Bücher-Broschüre. Insgesamt verfügt Gerstaecker über acht Onlineshops. Das Gesamtsortiment umfasst über 70.000 Artikel.

## Künstlerfachmärkte
Nachdem 2002 der erste Künstlerfachmarkt am Stammsitz in Eitorf eröffnet hatte, folgten fünf weitere Eröffnungen in Deutschland (Hamburg, Bremen, Dresden, München und Karlsruhe), vier in Österreich (Graz, Dornbirn, Linz und Wien), 3 in den Niederlanden (Den Haag, Rotterdam und Utrecht), 18 × in Frankreich (Bordeaux, Lille, 2× Lyon, Marseille, Metz, Montpellier, Mulhouse, Nancy, 2× Nantes, Nizza, 2× Paris, Rennes, 2× Straßburg und Toulouse) und einen in England (London).
Die Märkte bieten auf einer durchschnittlichen Verkaufsfläche von 1.800 m² eigene Rahmenabteilungen mit Werkstattservice, Specksteinlager sowie Fachbuchabteilungen mit Kaffee- und Leseecken. Zusätzlich finden dort regelmäßig professionelle Kurse, Ausstellungen, Vorführungen und Workshops statt.

## Fachmessen
Jedes Jahr ist der Johannes Gerstaecker Verlag mit einer Auswahl an Künstlermaterialien auf den großen Kunst- und Kreativmessen vertreten. Bei verschiedenen Vorführungen und Workshops können Messebesucher Techniken und neueste Trends kennenlernen und direkt ausprobieren.

## Bücher (Auswahl)
- Gerd Zinne: Siebdruck in Schule und Atelier. Eine fundierte Einführung in Theorie und Praxis des Siebdrucks für Kunsterzieher, Fotoliebhaber und Freizeitkünstler. Gerstäcker, Eitorf 1976
- Felix Hollenberg: Radierung. 3. Aufl. Gerstäcker, Eitorf 1980
- Eduard Schmid: Die Alugrafie und Zinkografie. Gerstäcker, Eitorf 1995
- Wolfgang Heinrich: Aquarellmalerei. Gerstäcker, Eitorf 2006
- Renate Moran: Lithographie . Gerstäcker, Eitorf 2007
- Jens Rusch: Lehrheft Farbradierung. Gerstäcker, Eitorf 2008